# Главное командование союзных сил
Главное командование союзных сил (англ. Supreme Headquarters Allied Expeditionary Force, SHAEF) — орган стратегического руководства союзных войск США и Великобритании на Средиземноморском и Западноевропейском театрах военных действий во время Второй мировой войны, созданный для координации боевых действий.

## История командования
Создано в августе 1942 года в Великобритании под командованием генерала Д. Эйзенхауэра как штаб сил, принимающих участие в операции «Факел» (англ. Torch). При этом Эйзенхауэр был назначен Главнокомандующим Союзных экспедиционных сил. Однако вскоре термин «экспедиционные» был удалён из названия должности по соображениям секретности и Эйзенхауэр стал называться просто Главнокомандующим Союзных сил.
После успешного проведения операции «Факел» и победы британских войск при Эль-Аламейне возникла необходимость проведения дальнейшей координации боевых действий. В этой связи в феврале 1943 года в оперативное подчинение Главного командования союзных сил перешла 8-я британская армия, наступающая в Ливии.
Эйзенхауэр руководил высадкой союзных войск в Сицилию в июле 1943 года и в Италию в сентябре 1943 года. В январе 1944 года он убыл в Великобританию с тем, чтобы принять командование над войсками, готовившимися к высадке в Нормандии (операция «Оверлорд»).
Британский фельдмаршал Г. Вильсон стал Верховным главнокомандующим на Средиземноморском ТВД. В декабре 1944 года Вильсон был назначен главой британской военной миссии в Вашингтоне вместо скоропостижно скончавшегося фельдмаршала Дж. Дилла. На место Вильсона был назначен фельдмаршал Х. Александер, который и занимал эту должность до конца войны.
Главное командование союзных сил было расформировано 1 августа 1945 года.

## Состав в 1944—45 годах
- 1-я союзная воздушно-десантная армия
- Британская 21-я группа армий (командующий — фельдмаршал Монтгомери)
  - 1-я канадская армия
  - 2-я британская армия
- Американская 12-я группа армий (командующий — генерал Брэдли)
  - 1-я американская армия
  - 3-я американская армия
  - 9-я американская армия
  - 15-я американская армия
- Американская 6-я группа армий (командующий — генерал-лейтенант Диверс)
  - 1-я французская армия
  - 7-я американская армия

SHAEF также контролировал значительные военно-морские силы во время операции «Нептун», штурмовой фазы «Оверлорда», и две тактические военно-воздушные силы: 9-я воздушная армия США и 2-я воздушная армия Королевских ВВС Великобритании. Стратегические бомбардировочные силы союзников в Великобритании также переходили под его командование во время операции «Нептун».